# H (singolo)
H è il ventisettesimo singolo della cantante giapponese Ayumi Hamasaki pubblicato il 24 luglio 2002. Il singolo include tre "lati A", ed è stato il più venduto del 2002 in Giappone, oltre che l'unico ad aver superato il milione di copie vendute. Per festeggiare l'evento, il singolo è stato ripubblicato in versione digitale speciale il 7 novembre 2002.

## Tracce
CD singolo
1. Independent (Ayumi Hamasaki, D・A・I)
2. July 1st (Ayumi Hamasaki, D・A・I)
3. Hanabi (Ayumi Hamasaki, D・A・I)
4. Independent (Instrumental) – 5:01
5. July 1st (Instrumental) – 4:20
6. Hanabi (Instrumental) – 4:53

## Classifiche
| Classifica (2003)           | Posizione più alta |
| --------------------------- | ------------------ |
| Oricon Weekly Singles Chart | 1                  |